# Bob (nome)
Bob é um nome masculino ou um hipocorismo, geralmente de Robert; e às vezes um diminutivo de Bobby.
O nome provavelmente se originou do hipocorismo Rob, abreviação de Robert. Nomes que rimavam eram populares na Idade Média, então Richard se tornou Rick, Hick ou Dick, William se tornou Will, Gill ou Bill, e Robert se tornou Rob, Hob, Dob, Nob ou Bob.
O nome Bob perdeu popularidade nos últimos 60 anos. Em 1960, quase 3.000 bebês nos Estados Unidos receberam o nome Bob, em comparação com menos de 50 em 2000.